# Lac Aougoundou
Le lac Aougoundou est un lac du Mali du delta central du Niger situé près du lac Niangay, avec lequel il communique en période de crues.